# S Club 8
Gli S Club 8 (inizialmente chiamati The S Club Juniors) sono stati un gruppo musicale britannico, spin-off del gruppo S Club 7.

## Storia del gruppo
I membri del gruppo, nell'anno della formazione (2001), erano tutti poco più che bambini ed erano stati scelti dalla trasmissione televisiva S Club Search. La band era inoltre originariamente formata per accompagnare gli S Club 7 nel S Club Carnival Tour. 
Il primo disco è uscito nell'ottobre 2002, si intitola Together ed ha raggiunto la quinta posizione della Official Albums Chart.
Il secondo album Sundown è stato pubblicato esattamente un anno dopo, nell'ottobre 2003.
Nel 2004 hanno partecipato all'album Welcome to Avalon Heights, pubblicato a nome I Dream, che è anche il nome del programma musicale per bambini a cui hanno partecipato.
Nel 2013 il gruppo si è riformato come quartetto (Evans, Renfree, McClean e Asforis), ma questa reunion ha avuto durata brevissima.

## Formazione
- Calvin Goldspink
- Daisy Rebecca Evans
- Jay Perry Asforis
- Stacey McClean
- Aaron Paul Renfree
- Hannah Lorraine Richings
- Frankie Sandford
- Rochelle Humes

## Discografia

### Album studio
- Together (2002)
- Sundown (2003)

### Singoli
- One Step Closer (2002)
- Automatic High (2002)
- New Direction (2002)
- Puppy Love/Sleigh Ride (2002)
- Fool No More (2003)
- Sundown (2003)
- Don't Tell Me You're Sorry (2003)